# Arlewatt
Arlewatt (fryz. Alwat, duń. Arlevad) – gmina w Niemczech w kraju związkowym Szlezwik-Holsztyn, w powiecie Nordfriesland, wchodzi w skład urzędu Nordsee-Treene.